# 大阪市立福島小学校
大阪市立福島小学校（おおさかしりつ ふくしましょうがっこう）は、大阪府大阪市福島区福島4丁目にある公立小学校。

## 概要
福島区福島地区の南部（大阪環状線以南）を校区としている。大阪厚生年金病院（現在の地域医療機能推進機構大阪病院）に院内学級（分校）を設置していた時期があり、同病院に入院中の児童への教育にも取り組んでいた。またかつては、校区内にあった大阪大学医学部附属病院（阪大病院）にも院内学級を設置していたが、阪大病院の移転に伴い吹田市立北山田小学校院内学級へ移管された。
1903年4月2日に神子田尋常高等小学校（同日第一上福島尋常小学校と改称、現在の大阪市立上福島小学校）から分離開校した。太平洋戦争の戦災に伴い一時上福島小学校を統合していたこともあったが、のちに上福島小学校は独立開校している。

## 沿革
地域には神子田（みこた）尋常高等小学校（現在の大阪市立上福島小学校）があったが、同校の児童数増加に伴い、1903年4月2日に神子田尋常高等小学校から分離する形で、大阪市第二上福島尋常小学校として開校した。なお分離元の神子田尋常高等小学校は、同日付で第一上福島尋常小学校と改称している。
1909年7月31日には大阪市街地を襲った大火災（北の大火）で校舎を焼失した。復旧までの間、第一上福島小学校に仮校舎を設置して授業をおこなったが、1910年3月に校舎を再建している。
国民学校令の施行により、1941年には大阪市福島国民学校へと改称した。太平洋戦争の戦局悪化に伴い、1944年には学童集団疎開が実施されることになり、広島県沼隈郡金江村・藤江村（現在の福山市）および同郡浦崎村（現在の尾道市）へと疎開を実施した。
太平洋戦争終戦後の1946年、戦災被害により上福島国民学校を統合した。1947年には学制改革により、大阪市立福島小学校となった。
戦災からの復興に伴い、1953年には旧上福島国民学校跡に分校を設置した。分校は1955年、大阪市立上福島小学校として独立している。
1958年には大阪厚生年金病院に院内学級を設置し、また1973年には大阪大学医学部附属病院に院内学級を設置した。

### 年表
- 1903年4月2日 - 大阪市第二上福島尋常小学校として、現在地に開校。[1]
- 1906年4月 - 高等科を併設。大阪市第二上福島尋常高等小学校と改称。
- 1909年
  - 4月 - 高等科を廃止。大阪市第二上福島尋常小学校と改称。
  - 7月31日 - 「北の大火」で校舎を焼失。復旧までの間、第一上福島小学校に仮校舎を設置して授業をおこなう。
- 1910年3月 - 元の場所に校舎を再建。
- 1923年4月 - 高等科を再開。大阪市第二上福島尋常高等小学校と改称。
- 1941年4月1日 - 国民学校令により、大阪市福島国民学校と改称。
- 1944年9月 - 広島県へ集団疎開。
- 1945年4月 - 高等科を廃止。
- 1946年4月 - 戦災により、大阪市上福島国民学校を合併。
- 1947年4月1日 - 学制改革により、大阪市立福島小学校と改称。
- 1953年4月 - 旧上福島小学校を、福島小学校分校として復興。
- 1955年4月1日 - 分校独立、大阪市立上福島小学校が再開校。
- 1958年4月 - 大阪厚生年金病院に院内学級を設置。
- 1973年4月 - 大阪大学医学部附属病院に院内学級を設置。
- 1987年 - 大阪市教育委員会から、図画工作科の研究校に指定される。
- 1994年4月1日 - 大阪大学医学部附属病院院内学級を吹田市立北山田小学校へ移管。
- 2011年3月31日 - 大阪厚生年金病院院内学級（分校）を廃止。
- 2020年4月1日 - 通学区域の一部を大阪市立上福島小学校へ分離する[2]。

## 通学区域
- 大阪市福島区[3]
  - 福島4丁目

卒業生は大阪市立下福島中学校に進学する。

## 交通
- JR東西線 新福島駅 南西へ約300m。
- 大阪環状線 福島駅 南西へ約600m。
- 阪神本線 福島駅 南西へ約500m。
- 阪神本線 野田駅・地下鉄千日前線 野田阪神駅 南東へ約800m。
- 京阪中之島線 中之島駅 北へ約600m。